# Bleach: The DiamondDust Rebellion
Bleach: The DiamondDust Rebellion - L'altra Hyorinmaru (劇場版BLEACH The DiamondDust Rebellion もう一つの氷輪丸?, Gekijōban Bleach: The DiamondDust Rebellion - Mō Hitotsu no Hyorinmaru) è un film d'animazione del 2007 diretto da Michiko Yokote.
Si tratta del secondo film dedicato alla serie manga e anime di Tite Kubo, Bleach.
Il film è uscito nelle sale cinematografiche giapponesi il 22 dicembre 2007. In Italia è stato pubblicato il 24 agosto 2011 in DVD e Bluray dalla casa editrice Kazé.
Per la promozione del film, negli opening degli episodi che vanno dal 151 al 154, sono stati utilizzati spezzoni del film. Distribuito anche nelle sale americane, in Giappone il film ha avuto uno straordinario successo.
Tite Kubo, in concomitanza con l'uscita del film, ha realizzato un capitolo speciale Perire in una distesa di ghiaccio , contenuto nel volume 32, in cui viene rivelata una storia alternativa all'infanzia di Hitsugaya rappresentata nei flashback del film.
È il film in cui, finora, vengono visti più Bankai, ben sette.

## Trama

### Toshiro Hitsugaya: ricercato!
Dopo il furto di un oggetto dall'immenso potere, il "sigillo del re", da parte di misteriosi individui, Tōshirō Hitsugaya, a cui era stata affidata la protezione dell'oggetto assieme alla sua Divisione, scomparso misteriosamente, viene reputato complice del ladro e traditore da parte di Shigekuni Genryūsai Yamamoto.

### Un passato misterioso
Dopo aver perso i sensi, il capitano Hitsugaya si risveglia nella stanza di Ichigo Kurosaki, che nel frattempo è venuto a conoscenza del suo presunto "tradimento" da Soifon.
Contemporaneamente, nella Soul Society, il luogotenente della Decima Divisione, Rangiku Matsumoto, è agli arresti domiciliari, mentre l'intera Divisione rischia di essere sciolta. Arrivano in suo aiuto Rukia Kuchiki, Renji Abarai e Shunsui Kyoraku, che decidono di svolgere indagini sull'accaduto.
Nel mondo terreno, Hitsugaya, dopo essersi scontrato con due dei tre misteriosi ladri e dopo aver coinvolto nello scontro Ichigo Kurosaki, sparisce di nuovo.
Nella Soul Society si scopre, grazie alle ricerche del capitano Kyoraku e del suo luogotenente Nanao Ise, che il capo dei ladri è in realtà Sojiro Kusaka, vecchio amico di Hitsugaya, che non è mai uscito dall'accademia Shinigami.

### Attacco frontale
Kusaka si fa avanti, prima tendendo un'imboscata al capitano Kyoraku, poi mandando a combattere sulla terra contro Ichigo e Rukia le sue due sottoposte, che si rivelano Arrancar.
Tōshirō Hitsugaya, attaccato e ferito dai luogotenenti Izuru Kira e Shuhei Hisagi, riesce a trovare il vecchio amico Kusaka, che gli propone di allearsi con lui e distruggere la Soul Society.
Ichigo e Rukia, supportati nello scontro con le due Arrancar da Uryū Ishida, Yasutora Sado e Orihime Inoue, riescono a sconfiggerle facilmente e a raggiungere la Soul Society.

### Battaglia finale
Kusaka e Hitsugaya, nel luogo dove prima sorgeva il Sokyoku, vengono raggiunti e circondati da innumerevoli Shinigami, compresi i capitani e i luogotenenti. L'imminente battaglia viene fermata in tempo dall'arrivo di Ichigo, il quale rivela il piano di Hitsugaya, ovvero risolvere un antico conto con un suo compagno, non nelle vesti di capitano del Gotei 13.
Si scopre infatti che Kusaka e Hitsugaya, avendo due zanpakuto uguali, furono costretti a combattere per decretare chi fosse il legittimo proprietario di Hyorinmaru. Con la vittoria di Hitsugaya, Kusaka, per ordine del Consiglio dei 46, venne ucciso. Rinato come Arrancar, è ora alla ricerca di vendetta.
Senza indugiare rilascia il Sigillo del Re, che conferisce un potere incredibile al suo utilizzatore. Trasformandosi in un enorme drago di ghiaccio, dopo aver sconfitto facilmente Kenpachi Zaraki, crea attorno al Seireitei una gigantesca prigione di ghiaccio, nel cui interno sono presenti diversi Menos e Gillian.
Mentre gli Shinigami rimasti fuori cercano di bloccare la crescita della prigione, Hitsugaya, assieme a Ichigo Kurosaki, Rukia Kuchiki, Rangiku Matsumoto, Renji Abarai, Ikkaku Madarame e Yumichika Ayasegawa, combatte all'interno della prigione. Dopo una lotta estrema, Ichigo e Toshiro usano il Bankai e riescono ad arrivare a Kusaka, annientandolo.
Con la sua morte, la barriera crolla e tutto torna alla normalità. Hitsugaya, scusandosi per le due morti provocate all'amico, giura che rimarrà sempre un suo grande amico.
Nella scena finale, Hitsugaya, sulla tomba di Kusaka, chiede scusa anche a Matsumoto. Il loro rapporto infine rimane invariato, con lei che invita il capitano a delle terme, e lui che, come sempre, rifiuta categoricamente.

### Collocazione temporale
Poiché Ichigo Kurosaki fa riferimento ai Vizard e agli Arrancar, dato che Orihime è nel mondo reale e che Ishida ha riconquistato i poteri Quincy, capiamo che la collocazione temporale del film, può essere individuata nella saga del nuovo capitano Shusuke Amagai.

## Personaggi introdotti

### Sōjirō Kusaka
Sōjirō Kusaka (草冠 宗次郎?, Kusaka Sōjirō) è il principale antagonista del film. Era un vecchio amico e rivale di Tōshirō Hitsugaya, quando ancora frequentavano l'accademia. Dato che entrambi possedevano la stessa Zanpakutō, Hyōrinmaru, furono costretti a combattere per contendersi la spada. Nonostante Hitsugaya non volesse combattere contro il suo amico, i membri della Camera 46 dichiararono che la Zanpakutō apparteneva a Hitsugaya, mentre Kusaka venne condannato a morte.
Dopo il furto di un oggetto dall'immenso potere, il "Sigillo del Re", Kusaka attacca Shunsui Kyoraku con Hyōrinmaru, utilizzando poi la stessa spada per tentare di tagliare il "Sigillo del Re", in modo da diventare il nuovo Re della Soul Society. Dopo esserci riuscito, Kusaka si trasforma in un grosso drago di ghiaccio, e dopo aver sconfitto facilmente Kenpachi Zaraki, crea attorno al Seireitei una gigantesca prigione di ghiaccio, nel cui interno sono presenti diversi Menos e Gillian.
Dopo una lotta estrema, Ichigo e Tōshirō usano il Bankai e riescono ad arrivare a Kusaka, annientandolo.

#### Abilità
Kusaka possiede la stessa Zanpakutō di Hitsugaya, Hyōrinmaru (氷輪丸? letteralmente "Anello di ghiaccio", idiomaticamente "Luna piena congelata"), ed è una Zanpakutō di tipo Elementale, in grado di controllare l'acqua e il ghiaccio. Tuttavia, la spada si presenta in modo diverso rispetto a quando la impugna Hitsugaya: Hyōrinmaru presenta la guaina rossa invece che blu, e la lama diventa più curva. Lo shikai viene invocato al comando "troneggia sui cieli ghiacciati!" (霜天に坐せ?, soten ni zase), e dall'elsa della spada si protende una lunga catena che termina con una piccola lama a forma di luna crescente. Il suo potere consiste nell'abbassare la temperatura dell'acqua, rendendola ghiaccio e potendo così comandarlo; ogni suo fendente provoca ondate di ghiaccio dalle sfumature viola che prendono la forma di un dragone. Sia il drago che la catena congelano tutto ciò che si trova nel raggio di diversi chilometri.
Dopo aver infranto il "Sigillo del Re", Kusaka si trasforma in un grosso drago di ghiaccio, che gli permette l'utilizzo di nuove abilità, come rigenerarsi e creare ghiaccio che utilizza per vari scopi, come creare fortezze o attaccare (Kusaka per attaccare scaglia una serie di punte di ghiaccio, simile allo Gunchō Tsurara di Hitsugaya).

### Yin e Yang
Yin & Yang (ン・ヤン?, In ・ Yan) sono due Arrancar ragazze che hanno seguito Sōjirō Kusaka nella Soul Society. Sembrano essere gemelle, dato che sono quasi identiche d'aspetto. Tuttavia, Yang ha i capelli corti rossi, mentre Yin ha i capelli più blu acconciati in trecce. I resti delle loro maschere cingono le loro teste come delle fasce.
Durante l'attacco della Soul Society da parte di Kusaka, Yin e Yang combattono rispettivamente contro Uryū Ishida e Yasutora Sado, venendo apparentemente sconfitte. Dopo che Kusaka riesce a rompere il "Sigillo del Re" con la sua Zanpakutō, l'energia del manufatto trasforma le due in Hollow giganti, che vengono affrontati da Soifon e Yoruichi Shihōin. Entrambe periranno con la morte di Kusaka.

#### Abilità
Come Zanpakutō, Yin ha una lunga frusta capace di generare energia elettrica, in grado di sparare fulmini, mentre Yang brandisce una spada che può essere ricoperta in fiamme, in grado di scagliare palle di fuoco. Nonostante le loro Resurrección non vengano mostrate, l'energia del "Sigillo del Re" riesce a trasformale in due hollow giganti.

## Distribuzione

### Doppiaggio
Nel doppiaggio italiano del film sono presenti diversi errori di pronuncia della lingua italiana: infatti è facile notare un accenno di dialetto milanese in molti doppiatori che interpretano personaggi primari e secondari. Rispetto al doppiaggio italiano del primo film, migliorano la pronuncia dei nomi e delle tecniche giapponesi, tuttavia molti doppiatori fondamentali sono stati sostituiti ed inoltre alcuni prestano la voce a più personaggi. In tre scene del film dei personaggi non sono stati doppiati: nella prima, circa a metà film, a non avere la voce sono Shuhei Hisagi ed uno Shinigami di basso livello, nella seconda scena, verso la fine del film, è Rangiku Matsumoto a non avere la voce, mentre nella terza scena non è stato doppiato l'urlo di Kenpachi mentre si lancia contro Kusaka dopo essersi trasformato in un drago di ghiaccio.
Di seguito è riportata una tabella dei personaggi con le voci originali e le voci italiane
| Personaggi                   | Voce giapponese    | Voce italiana     |
| ---------------------------- | ------------------ | ----------------- |
| Ichigo Kurosaki              | Masakazu Morita    | Ruggero Andreozzi |
| Rukia Kuchiki                | Fumiko Orikasa     | Tania De Domenico |
| Renji Abarai                 | Kentarō Itō        | Maurizio Merluzzo |
| Tōshirō Hitsugaya            | Romi Paku          | Stefano Pozzi     |
| Kisuke Urahara               | Shinichirō Miki    |                   |
| Orihime Inoue                | Yuki Matsuoka      |                   |
| Uryū Ishida                  | Noriaki Sugiyama   |                   |
| Byakuya Kuchiki              | Ryōtarō Okiayu     | Patrizio Prata    |
| Kenpachi Zaraki              | Fumihiko Tachiki   |                   |
| Mayuri Kurotsuchi            | Ryūsei Nakao       | Riccardo Rovatti  |
| Isshin Kurosaki              | Toshiyuki Morikawa | Riccardo Rovatti  |
| Jūshirō Ukitake              | Hideo Ishikawa     | Paolo Sesana      |
| Shunsui Kyoraku              | Akio Ohtsuka       | Paolo Sesana      |
| Shigekuni Genryūsai Yamamoto | Masaaki Tsukada    | Antonio Paiola    |
| Zangetsu                     | Takayuki Sugō      | Antonio Paiola    |
| Soifon                       | Houko Kuwashima    | Jolanda Granato   |